# Bloggportalen
Bloggportalen är en svensk webbplats och bloggportal. Bloggportalen marknadsför sig som "din guide till den svenska bloggvärlden". Syftet med Bloggportalen är att samla alla Sveriges bloggar på ett och samma ställe.[källa behövs]
Bloggportalen erbjuder även tjänsten Bloggsök, som är en sorts sökmotor för bloggar. Bloggportalens bloggstatistik har använts av etablerade medier, bland annat i artiklar om bröderna Calle och Alex Schulman, Katrin Zytomierska, Isabella Löwengrip och Kenza Zouiten. 

## Historik
Webbplatsen skapades i juli 2005 av författaren och bloggaren Sigge Eklund och öppnade den 8 augusti samma år. I och med starten skrev flera kända bloggare och skribenter på Bloggportalen, bland andra Björn af Kleen. Sedan mars 2006 ägs Bloggportalen av Aftonbladet Nya Medier. I och med uppköpet arbetade Sigge Eklund som bloggansvarig på Aftonbladet fram till maj 2007.
^År 2012 sålde Aftonbladet Bloggportalen till Twingly som drev den fram till och med oktober 2015.

## Stora bloggpriset
Bloggportalen och Aftonbladet instiftade i december 2008 Stora bloggpriset, vilket väckte en del kritik, bland annat från Politikerbloggen.